# 9156 Malanin
9156 Malanin è un asteroide della fascia principale. Scoperto nel 1982, presenta un'orbita caratterizzata da un semiasse maggiore pari a 2,1843931 UA e da un'eccentricità di 0,1499458, inclinata di 4,88671° rispetto all'eclittica.